# Marvin Marvin
Marvin Marvin was een Amerikaanse tienersitcom, die op Nickelodeon werd uitgezonden. De serie ging in première op 24 november 2012 in de Verenigde Staten. Lucas Cruikshank speelt de hoofdrol van Marvin Marvin, een buitenaardse tiener, die zich probeert aan te passen aan het "menselijk leven". Op 26 juni 2013 bevestigde Lucas Cruikshank op Twitter dat de serie werd stopgezet.

## Verhaal
Marvin Marvin, woonachtig in Portland, Oregon, is naar de aarde gestuurd door zijn ouders, om hem te beschermen tegen de indringers op zijn thuisplaneet, Klooton. Onder begeleiding van zijn nieuwe menselijke ouders, (pa)Bob (Pat Finn) en (ma)Liz (Mim Drew), probeert Marvin zich aan te passen aan het leven op aarde als een typische Amerikaanse tiener. Marvin wordt daarbij geholpen door zijn menselijke zus Teri (Victory Van Tuyl), broer Henry (Jacob Bertrand) en zijn grootvader, Pop-Pop (Casey Sander). Zijn beste vriend Ben is een Nerd. Ze noemen zichzelf S.T.O.M. (Super Tegek Ontzettend Machtig). Teri's vriendin Brianna is ook bijna elke aflevering aanwezig. Pop-Pop denkt in een aflevering dat ze Amy heet.

## Rolverdeling
- Lucas Cruikshank als Marvin
- Mim Drew als Liz (moeder)
- Pat Finn als Bob (vader)
- Victory Van Tuyl als Teri (zus)
- Casey Sander als Pop-Pop (opa)
- Jacob Bertrand als Henry (broertje)
- Camille Spirlin als Brianna (vriendin teri)